# Меј (Оклахома)
Меј (енгл. May) град је у америчкој савезној држави Оклахома.

## Демографија
По попису из 2010. године број становника је 39, што је 6 (18,2%) становника више него 2000. године.
| Група             | 2000.      | 2010.      |
| Белци             | 32 (97,0%) | 38 (97,4%) |
| Афроамериканци    | 0 (0,0%)   | 0 (0,0%)   |
| Азијати           | 0 (0,0%)   | 0 (0,0%)   |
| Хиспаноамериканци | 1 (3,0%)   | 1 (2,6%)   |
| Укупно            | 33         | 39         |